# Бурбак-ле-Ба
Бурба́к-ле-Ба (фр. Bourbach-le-Bas) — коммуна на северо-востоке Франции в регионе Гранд-Эст (бывший Эльзас — Шампань — Арденны — Лотарингия), департамент Верхний Рейн, округ Тан — Гебвиллер, кантон Серне. До марта 2015 года коммуна административно входила в состав кантона Тан (округ Тан).
Площадь коммуны — 6,04 км², население — 625 человек (2006) с тенденцией к стабилизации: 605 человек (2012), плотность населения — 100,2 чел/км².

## Население
Численность населения коммуны в 2011 году составляла 610 человек, а в 2012 году — 605 человек.
| 1962 | 1968 | 1975 | 1982 | 1990 | 1999 | 2005 | 2006 | 2010 | 2011 | 2012 |
| ---- | ---- | ---- | ---- | ---- | ---- | ---- | ---- | ---- | ---- | ---- |
| 518  | 475  | 490  | 487  | 508  | 563  | 618  | 625  | 617  | 610  | 605  |

Динамика населения:

## Экономика
В 2010 году из 397 человек трудоспособного возраста (от 15 до 64 лет) 293 были экономически активными, 104 — неактивными (показатель активности 73,8 %, в 1999 году — 71,0 %). Из 293 активных трудоспособных жителей работали 273 человека (151 мужчина и 122 женщины), 20 числились безработными (11 мужчин и 9 женщин). Среди 104 трудоспособных неактивных граждан 30 были учениками либо студентами, 41 — пенсионерами, а ещё 33 — были неактивны в силу других причин.
На протяжении 2011 года в коммуне числилось 231 облагаемое налогом домохозяйство, в котором проживало 603 человека. При этом медиана доходов составила 24138 евро на одного налогоплательщика.